# Étoile sportive du Sahel
Pour les articles homonymes, voir ESS.
L'Étoile sportive du Sahel ou ESS (arabe : النجم الرياضي الساحلي) est un club omnisports tunisien fondé le 11 mai 1925 et basé à Sousse.
Il compte un total de neuf sections actives en football, handball, volley-ball, basket-ball, lutte, judo, gymnastique, natation et boxe.

## Historique
Le club est fondé aux termes d'une réunion publique qui a lieu le 11 mai 1925 à l'école franco-arabe de la rue Laroussi Zarrouk à Sousse. Chedly Boujemla est élu comme premier président du club omnisports et le débat est animé pour trouver le nom du club. Plusieurs possibilités s'offrent : « La Soussienne » et « La Musulmane » sont vite repoussées. Le nom d'« Étoile sportive de Sousse » est également écarté car le club ne doit pas se contenter de rayonner seulement sur la ville mais sur toute la région du Sahel : l'Étoile sportive du Sahel trouve alors son nom.
Le bureau-directeur provisoire est formé comme suit :
- Président : Chedly Boujemla, 31 ans, commis-interprète au contrôle civil de Sousse ;
- Vice-président : Mohamed Letaïef, 24 ans, clerc d'avocat ;
- Secrétaire général : Salah Baddaï, 21 ans, propriétaire ;
- Trésorier : Ali Larbi, 26 ans, facteur des PTT ;
- Membres : Ali Sakka, 20 ans ; Hassen Righi, 20 ans ; Béchir Soussi, 20 ans ;
- Directeur sportif : Ahmed Zéglaoui, 25 ans, instituteur et l'un des fondateurs du Club africain.

Le club est officiellement reconnu par les autorités du protectorat le 17 juillet 1925.

## Budget
Le budget de l'Étoile sportive du Sahel est, pour la saison 2007-2008 de l'ordre de 10 144 891,86 dinars, soit quelque 5 579 690 euros.

## Écusson

Logo ancien.
Logo ancien.
Logo actuel.
Logo du centenaire.

## Sections
- Basket-ball (filles et garçons) : Étoile sportive du Sahel (basket-ball)
- Boxe (filles et garçons)
- Football : Étoile sportive du Sahel (football)
- Gymnastique
- Handball : Étoile sportive du Sahel (handball)
- Judo
- Lutte
- Natation (2024)
- Volley-ball : Étoile sportive du Sahel (volley-ball)

## Présidents
- 1925-1926 : Chedly Boujemla
- 1926-1927 : Ali Laârbi
- 1927-1929 : Younès Bouraoui
- 1929-1932 : Ali Laâdhari
- 1932-1935 : M'hammed Maârouf
- 1935-1944 : Hamed Akacha
- 1944-1953 : M'hamed Ghachem
- 1953-1954 : Sadok Mellouli
- 1954-1956 : Abdelhamid Sakka
- 1956-1959 : Ali Driss
- 1959-1960 : Mohamed Atoui
- 1960-1961 : Ali Driss
- 1961-1981 : Hamed Karoui
- 1981-1984 : Adeljelil Bouraoui
- 1984-1988 : Hamadi Mestiri
- 1988-1990 : Adeljelil Bouraoui
- 1990-1993 : Hamadi Mestiri
- 1993-2006 : Othman Jenayah
- 2006-2009 : Moez Driss
- 2009-2011 : Hamed Kammoun
- 2011-2012 : Hafedh Hmaied
- 2012-2021 : Ridha Charfeddine
- 2021-2022 : Maher Karoui
- 2022-2024 : Othman Jenayah
- 2024-202.. : Zoubaier Baya